# Abovce
Abovce (în maghiară Abafalva) este o comună slovacă, aflată în districtul Rimavská Sobota din regiunea Banská Bystrica. Localitatea se află la altitudinea de 159 m deasupra n.m., se întinde pe o suprafață de 8,2 km2 și în 2017 număra 625 de locuitori. Se învecinează cu Kráľ, Chanava, Lenartovce, Serényfalva și Bánréve.

## Istoric
Localitatea este atestată documentar din 1339 sub numele de Abafalwa.

## Demografie
| An:                | 1994 | 2004    | 2014   | 2024   |
| ------------------ | ---- | ------- | ------ | ------ |
| Număr de persoane: | 563  | 626     | 624    | 612    |
| Diferență:         |      | +11,19% | −0,31% | −1,92% |

| An:                | 2023 | 2024   |
| ------------------ | ---- | ------ |
| Număr de persoane: | 637  | 612    |
| Diferență:         |      | −3,92% |